# Noè Bordignon
Noè Raimondo Bordignon (Salvarosa, 3 settembre 1841 – San Zenone degli Ezzelini, 7 dicembre 1920) è stato un pittore italiano.

## Biografia
Di umili origini, grazie all'interessamento di alcune personalità ebbe una prima formazione a Castelfranco, passando poi, nel 1859, all'Accademia di Venezia. L'ambiente lagunare lo mise in contatto con artisti di grande rilievo: allievo di Michelangelo Grigoletti, Carlo De Blaas e Pompeo Marino Molmenti, ebbe come compagni di studi Giacomo Favretto e Guglielmo Ciardi; strinse una forte amicizia con Tranquillo Cremona e, più tardi, prese contatto con i maggiori esponenti della pittura di genere, come il già citato Favretto, Luigi Nono e Alessandro Milesi. Nel 1865 concluse brillantemente gli studi all'Accademia, ottenendo una borsa di studio a Roma.
Nel 1869 tornò a Venezia dove, presso San Vio, aprì uno studio.